# Сумасбродный пастух
«Сумасбродный пастух» или «Экстравагантный пастух» (фр. Le Berger extravagant) — роман французского писателя Шарля Сореля, впервые опубликованный в 1627—1628 годах. В его подзаголовке, появившемся во втором издании (1633), впервые использован термин «антироман», вернувшийся в литературный обиход в 1948 году. Сорель в этом произведении высмеивает моду на пасторальный жанр и, в частности, пародирует романы Оноре д’Юрфе.
Главный герой романа — сын парижского торговца шёлком по имени Луи, страстный поклонник пасторальных романов, который решил стать одним из «галантных пастухов», действовавших в произведениях такого рода. Он поселяется в деревне недалеко от Парижа, называет себя Лизисом, а свою служанку Катрин — Харитой, и пытается жить в соответствии с этическими предписаниями из прочитанных книг. Позже Лизис отправляется в путешествие по Франции в компании аристократов, которые поддерживают его увлечение, чтобы над ним посмеяться. В финале Лизис приходит в себя, понимает, что был жертвой насмешек, снова превращается в Луи и женится на Катрин.
Исследователи отмечают, что «Сумасбродный пастух» был написан под явным влиянием «Дон Кихота» Сервантеса. При этом Сорель не прибегает к механическим заимствованиям: он сатирически заостряет исходную ситуацию и остаётся нацеленным на высмеивание конкретного жанра. В его герое учёные видят предшественника мольеровского «мещанина во дворянстве».